# 大和良子
大和 良子（やまと よしこ、1973年8月3日 - ）は、フリーアナウンサー。山口県山口市出身（生まれは萩市）である。

## 経歴
山口県立山口中央高等学校卒業、関西外国語大学短期大学部英米語学科卒業。大学時代は、主にフランス語を学んでいた。FM802のDJオーディションがきっかけでデビューし、その後広島エフエムやエフエム山口、CROSS FMでパーソナリティを務め、2008年3月までテレビ山口（tys）に契約アナウンサーとして勤務。
2008年12月よりエフエム山口の朝ワイド番組(Morning Street)を担当することでパーソナリティとして復帰、同局で現在は夕方ワイド番組(COZINESS)を担当。

## 現在の担当番組
- COZINESS（エフエム山口）

## 過去の担当番組
- FUNKY JAMS 802（FM802）
- MUSIC JUNGLE（広島エフエム）
- SUNSET-STUDIO FMY EVENING TERMINAL（エフエム山口）
- ALBUM CHART COUNTDOWN SUNDAY SUNSET TRAX（CROSS FM）
- tysニュース（土・日曜）
- Morning Street（エフエム山口）
- 土曜の目覚めはどき生てれび（yab山口朝日放送、2015年4月11日 - ）